# عرشیا امام قلی‌زاده
عرشیا امام قلی‌زاده علمداری (درگذشتهٔ ۷ آذر ۱۴۰۱) پسر نوجوان ۱۶ سالهٔ ایرانی ساکن جلفا بود که به‌دلیل عمامه‌پرانی در جریان خیزش ۱۴۰۱ ایران بازداشت شد. او دو روز بعد از آزادی خودکشی کرد.

## خودکشی
وی به‌دلیل عمامه‌پرانی در هادیشهر، آذربایجان شرقی بازداشت شد. او ۱۰ روز در بازداشت بود و تنها دو روز بعد از آزادی خودکشی کرد و جان باخت.

## تهدید مأموران امنیتی
منبع نزدیک به خانواده عرشیا روز دوشنبه هفتم آذر، گفت: «پس از خودکشی عرشیا، مأموران جمهوری اسلامی به خانه او هجوم آوردند و تهدید کردند که اگر صدایتان دربیاید اتفاق بدی برای شما خواهد افتاد.»